# 독립시대
독립시대(獨立時代: A Confucian Confusion)는 대만에서 제작된 에드워드 양 감독의 1994년 영화이다. 진상기 등이 주연으로 출연하였다.

## 출연

### 주연
- 진상기
- 이웬 첸
- 홍홍
- 금연령
- 예숙군

## 제작진
- 미술: 채천